# Huisurez
Huisurez – wieś w Rumunii, w okręgu Neamț, w gminie Dămuc. W 2011 roku liczyła 714 mieszkańców.